# Progressione del record mondiale degli 800 m stile libero
In vasca corta (25 metri) i record del mondo sono omologati dalla FINA dal 3 marzo 1991.

## Uomini

### Vasca lunga
| #                 | Tempo   | +   | Atleta               | Nazionalità      | Data              | Evento                                    | Luogo                       | Ref   |
| ----------------- | ------- | --- | -------------------- | ---------------- | ----------------- | ----------------------------------------- | --------------------------- | ----- |
| 1                 | 11'25"4 | 55y | Henry Taylor         | Gran Bretagna    | 21 luglio 1906    |                                           | Runcorn, Regno Unito        |       |
| 2                 | 11'24"2 | 55y | Norman Ross          | Stati Uniti      | 10 gennaio 1920   |                                           | Sydney, Australia           |       |
| 3                 | 11'05"2 | 55y | Andrew Charlton      | Australia        | 13 gennaio 1923   |                                           | Sydney, Australia           |       |
| 4                 | 10'51"8 | 55y | Andrew Charlton      | Australia        | 19 gennaio 1924   |                                           | Sydney, Australia           |       |
| 5                 | 10'43"6 |     | Arne Borg            | Svezia           | 11 aprile 1924    |                                           | Honolulu, Hawaii            |       |
| 6                 | 10'37"4 |     | Arne Borg            | Svezia           | 25 agosto 1925    |                                           | Harnäs, Svezia              |       |
| 7                 | 10'32"0 | 55y | Andrew Charlton      | Australia        | 8 gennaio 1927    |                                           | Sydney, Australia           |       |
| 8                 | 10'22"2 | 55y | Johnny Weissmuller   | Stati Uniti      | 27 luglio 1927    |                                           | Honolulu, Hawaii            |       |
| 9                 | 10'19"6 |     | Jean Taris           | Francia          | 30 maggio 1930    |                                           | Parigi, Francia             |       |
| 10                | 10'17"2 |     | Jean Taris           | Francia          | 9 giugno 1931     |                                           | Cannes, Francia             |       |
| 11                | 10'16"6 |     | Shōzō Makino         | Giappone         | 30 agosto 1931    |                                           | Osaka, Giappone             |       |
| 12                | 10'15"6 |     | Jean Taris           | Francia          | 21 giugno 1932    |                                           | Cannes, Francia             |       |
| 13                | 10'08"6 |     | Shōzō Makino         | Giappone         | 25 giugno 1933    |                                           | Tokyo, Giappone             |       |
| 14                | 10'01"2 |     | Shōzō Makino         | Giappone         | 16 settembre 1933 |                                           | Tokyo, Giappone             |       |
| 15                | 9'55"8  |     | Shōzō Makino         | Giappone         | 15 settembre 1934 |                                           | Tokyo, Giappone             |       |
| 16                | 9'50"9  |     | William Smith        | Stati Uniti      | 24 luglio 1941    |                                           | Honolulu, Hawaii            |       |
| 17                | 9'45"6  |     | Hironoshin Furuhashi | Giappone         | 26 giugno 1949    |                                           | Tokyo, Giappone             |       |
| 18                | 9'45"0  |     | Shiro Hashiume       | Giappone         | 16 agosto 1949    |                                           | Los Angeles, Stati Uniti    |       |
| 19                | 9'40"7  |     | Hironoshin Furuhashi | Giappone         | 16 agosto 1949    |                                           | Los Angeles, Stati Uniti    |       |
| 20                | 9'35"5  |     | Hironoshin Furuhashi | Giappone         | 19 agosto 1949    |                                           | Los Angeles, Stati Uniti    |       |
| 21                | 9'30"7  |     | Ford Konno           | Stati Uniti      | 7 luglio 1951     |                                           | Honolulu, Hawaii            |       |
| 22                | 9'15"7  |     | George Breen         | Stati Uniti      | 27 ottobre 1956   |                                           | New Haven, Stati Uniti      |       |
| Nuovo regolamento |         |     |                      |                  |                   |                                           |                             |       |
| 23                | 9'17"7  | 55y | John Konrads         | Australia        | 11 gennaio 1958   |                                           | Sydney, Australia           |       |
| 24                | 9'14"5  |     | John Konrads         | Australia        | 22 febbraio 1958  |                                           | Melbourne, Australia        |       |
| 25                | 8'59"6  | 55y | John Konrads         | Australia        | 10 gennaio 1959   |                                           | Sydney, Australia           |       |
| 26                | 8'51"5  |     | Murray Rose          | Australia        | 26 agosto 1962    |                                           | Los Altos, Stati Uniti      |       |
| 27                | 8'47"4  |     | Semën Belic-Gejman   | Unione Sovietica | 3 agosto 1966     |                                           | Charkiv, Unione Sovietica   |       |
| 28                | 8'47"3  |     | John Bennett         | Australia        | 16 gennaio 1967   |                                           | Sydney, Australia           |       |
| 29                | 8'46"8  |     | Alain Mosconi        | Francia          | 5 luglio 1967     |                                           | Monte Carlo, Monaco         |       |
| 30                | 8'42"0  |     | Francis Luyce        | Francia          | 21 luglio 1967    |                                           | Dinard, Francia             |       |
| 31                | 8'34"3  |     | Mike Burton          | Stati Uniti      | 3 settembre 1968  | USA Olympic Trials                        | Long Beach, Stati Uniti     |       |
| 32                | 8'28"8  |     | Mike Burton          | Stati Uniti      | 17 agosto 1969    | AAU Nationals                             | Louisville, Stati Uniti     |       |
| 33                | 8'28"6  |     | Graham Windeatt      | Australia        | 3 aprile 1971     |                                           | Sydney, Australia           |       |
| 34                | 8'23"8  |     | Brad Cooper          | Australia        | 12 gennaio 1972   | NSW State Championships                   | Sydney, Australia           |       |
| 35                | 8'17"60 |     | Stephen Holland      | Australia        | 5 agosto 1973     | Pre World Championship meet               | Brisbane, Australia         |       |
| 36                | 8'16"27 |     | Stephen Holland      | Australia        | 8 settembre 1973  | Campionati mondiali                       | Belgrado, Jugoslavia        |       |
| 37                | 8'15"88 |     | Stephen Holland      | Australia        | 1º gennaio 1974   | Giochi del Commonwealth                   | Christchurch, Nuova Zelanda |       |
| 38                | 8'15"20 |     | Stephen Holland      | Australia        | 17 gennaio 1975   | QLD State Championships                   | Brisbane, Australia         |       |
| 39                | 8'15"02 |     | Stephen Holland      | Australia        | 25 gennaio 1975   | New Zealand Games                         | Christchurch, Nuova Zelanda |       |
| 40                | 8'13"68 |     | Tim Shaw             | Stati Uniti      | 21 giugno 1975    | USA World Championship Trials             | Long Beach, Stati Uniti     |       |
| 41                | 8'09"60 |     | Tim Shaw             | Stati Uniti      | 13 luglio 1975    | Pre World Championship meet               | Mission Viejo, Stati Uniti  |       |
| 42                | 8'06"27 |     | Stephen Holland      | Australia        | 27 febbraio 1976  | AUS Olympic Trials                        | Sydney, Australia           |       |
| 43                | 8'02"91 |     | Stephen Holland      | Australia        | 29 febbraio 1976  | AUS Olympic Trials                        | Sydney, Australia           |       |
| 44                | 8'01"54 |     | Bobby Hackett        | Stati Uniti      | 21 giugno 1976    | USA Olympic Trials                        | Long Beach, Stati Uniti     |       |
| 45                | 7'56"49 |     | Vladimir Sal'nikov   | Unione Sovietica | 23 marzo 1979     | URS vs. DDR Duel                          | Minsk, Unione Sovietica     |       |
| 46                | 7'52"83 |     | Vladimir Sal'nikov   | Unione Sovietica | 14 febbraio 1982  | URSS Winter Nationals                     | Mosca, Unione Sovietica     |       |
| 47                | 7'52"33 |     | Vladimir Sal'nikov   | Unione Sovietica | 14 luglio 1983    | Los Angeles International                 | Los Angeles, Stati Uniti    |       |
| 48                | 7'50"64 |     | Vladimir Sal'nikov   | Unione Sovietica | 4 luglio 1986     | Goodwill Games                            | Mosca, Unione Sovietica     |       |
| 49                | 7'47"85 |     | Kieren Perkins       | Australia        | 25 agosto 1991    | Campionati panpacifici                    | Edmonton, Canada            |       |
| 50                | 7'46"60 |     | Kieren Perkins       | Australia        | 14 febbraio 1992  | NSW Age Group Championships               | Sydney, Australia           |       |
| 51                | 7'46"00 |     | Kieren Perkins       | Australia        | 24 agosto 1994    | Giochi del Commonwealth                   | Victoria, Canada            |       |
| 52                | 7'41"59 |     | Ian Thorpe           | Australia        | 26 marzo 2001     | AUS Nationals & World Championship Trials | Hobart, Australia           |       |
| 53                | 7'39"16 |     | Ian Thorpe           | Australia        | 24 luglio 2001    | Campionati mondiali                       | Fukuoka, Giappone           |       |
| 54                | 7'38"65 |     | Grant Hackett        | Australia        | 27 luglio 2005    | Campionati mondiali                       | Montréal, Canada            |       |
| 55                | 7'32"12 |     | Zhang Lin            | Cina             | 29 luglio 2009    | Campionati mondiali                       | Roma, Italia                | [ 1 ] |

Legenda: Ref - Referto della gara;
Record non ottenuti in finale: (b) - batteria; (sf) - semifinale; (s) - staffetta prima frazione.

### Vasca corta
| #                                            | Tempo   | + | Atleta             | Nazionalità      | Data             | Evento                  | Luogo                     | Ref   |
| -------------------------------------------- | ------- | - | ------------------ | ---------------- | ---------------- | ----------------------- | ------------------------- | ----- |
| -                                            | 7'48"24 |   | Vladimir Sal'nikov | Unione Sovietica | 1982             | Coppa Europa            |                           |       |
| -                                            | 7'44"53 |   | Jeff Kostoff       | Stati Uniti      | 7 gennaio 1983   | Indianapolis Meeting    | Indianapolis, Stati Uniti |       |
| -                                            | 7'38"90 |   | Vladimir Sal'nikov | Unione Sovietica | 13 febbraio 1983 | Meeting Arena           | Bonn, Germania Ovest      |       |
| -                                            | 7'38"75 |   | Michael Groß       | Germania Ovest   | febbraio 1985    | Festival Arena          | Bonn, Germania Ovest      |       |
| Record riconosciuti ufficialmente dalla FINA |         |   |                    |                  |                  |                         |                           |       |
| 1                                            | 7'34"90 |   | Kieren Perkins     | Australia        | 25 luglio 1993   | Grand Prix              | Sydney, Australia         |       |
| 2                                            | 7'25"28 |   | Grant Hackett      | Australia        | 3 agosto 2001    | Campionati australiani  | Perth, Australia          |       |
| 3                                            | 7'23"42 |   | Grant Hackett      | Australia        | 20 luglio 2008   | Victorian Championships | Melbourne, Australia      | [ 2 ] |
| 4                                            | 7'20"46 |   | Daniel Wiffen      | Irlanda          | 10 dicembre 2023 | Campionati europei      | Otopeni, Romania          | [ 3 ] |

Legenda: Ref - Referto della gara;
Record non ottenuti in finale: (b) - batteria; (sf) - semifinale; (s) - staffetta prima frazione.

## Donne

### Vasca lunga
| #  | Tempo   | +   | Atleta             | Nazionalità   | Data              | Evento                                       | Luogo                        | Ref   |
| -- | ------- | --- | ------------------ | ------------- | ----------------- | -------------------------------------------- | ---------------------------- | ----- |
| 1  | 13'19"0 | 55y | Gertrude Ederle    | Stati Uniti   | 17 agosto 1919    |                                              | Indianapolis, Stati Uniti    |       |
| 2  | 12'58"2 | 55y | Ethel Mcgary       | Stati Uniti   | 6 agosto 1925     |                                              | Detroit, Stati Uniti         |       |
| 3  | 12'56"0 | 55y | Ethel Mcgary       | Stati Uniti   | 15 agosto 1925    |                                              | Indianapolis, Stati Uniti    |       |
| 4  | 12'47"2 | 55y | Martha Norelius    | Stati Uniti   | 7 agosto 1926     |                                              | Filadelfia, Stati Uniti      |       |
| 5  | 12'17"8 |     | Martha Norelius    | Stati Uniti   | 31 luglio 1927    |                                              | Massapequa, Stati Uniti      |       |
| 6  | 12'03"8 |     | Josephine McKim    | Stati Uniti   | 10 agosto 1929    |                                              | Honolulu, Hawaii             |       |
| 7  | 11'41"2 | 55y | Helene Madison     | Stati Uniti   | 6 luglio 1930     |                                              | Long Beach, Stati Uniti      |       |
| 8  | 11'34"4 | 55y | Laura Knight       | Stati Uniti   | 21 luglio 1935    |                                              | Manhattan Beach, Stati Uniti |       |
| 9  | 11'11"7 |     | Ragnhild Hveger    | Danimarca     | 3 luglio 1936     |                                              | Copenaghen, Danimarca        |       |
| 10 | 10'52"5 |     | Ragnhild Hveger    | Danimarca     | 13 agosto 1941    |                                              | Copenaghen, Danimarca        |       |
| 11 | 10'42"4 |     | Valéria Gyenge     | Ungheria      | 28 giugno 1953    |                                              | Budapest, Ungheria           |       |
| 12 | 10'30"9 |     | Lorraine Crapp     | Australia     | 14 gennaio 1956   |                                              | Sydney, Australia            |       |
| 13 | 10'27"3 |     | Mary Kok           | Paesi Bassi   | 16 febbraio 1957  |                                              | Durban, Sudafrica            |       |
| 14 | 10'17"7 | 55y | Ilsa Konrads       | Australia     | 9 gennaio 1958    |                                              | Sydney, Australia            |       |
| 15 | 10'16"2 | 55y | Ilsa Konrads       | Australia     | 20 febbraio 1958  |                                              | Melbourne, Australia         |       |
| 16 | 10'11"8 | 55y | Ilsa Konrads       | Australia     | 13 giugno 1958    |                                              | Townsville, Australia        |       |
| 17 | 10'11"4 | 55y | Ilsa Konrads       | Australia     | 19 febbraio 1959  |                                              | Hobart, Australia            |       |
| 18 | 9'55"6  |     | Jane Cederqvist    | Svezia        | 17 agosto 1960    |                                              | Uppsala, Svezia              |       |
| 19 | 9'51"6  |     | Carolyn House      | Stati Uniti   | 26 agosto 1962    |                                              | Los Altos, Stati Uniti       |       |
| 20 | 9'47"3  |     | Patty Caretto      | Stati Uniti   | 30 luglio 1964    |                                              | Los Altos, Stati Uniti       |       |
| 21 | 9'36"9  |     | Sharon Finneran    | Stati Uniti   | 28 settembre 1964 |                                              | Los Angeles, Stati Uniti     |       |
| 22 | 9'35"8  |     | Debbie Meyer       | Stati Uniti   | 9 luglio 1967     | Santa Clara Invitational                     | Santa Clara, Stati Uniti     |       |
| 23 | 9'22"9  |     | Debbie Meyer       | Stati Uniti   | 29 luglio 1967    | Giochi panamericani                          | Winnipeg, Canada             |       |
| 24 | 9'19"0  |     | Debbie Meyer       | Stati Uniti   | 21 luglio 1968    |                                              | Los Angeles, Stati Uniti     |       |
| 25 | 9'17"8  |     | Debbie Meyer       | Stati Uniti   | 4 agosto 1968     | AAU Nationals                                | Lincoln, Stati Uniti         |       |
| 26 | 9'10"4  |     | Debbie Meyer       | Stati Uniti   | 28 agosto 1968    | USA Olympic Trials                           | Los Angeles, Stati Uniti     |       |
| 27 | 9'09"1  |     | Karen Moras        | Australia     | 1º marzo 1970     | AUS Nationals                                | Sydney, Australia            |       |
| 28 | 9'02"4  |     | Karen Moras        | Australia     | 18 luglio 1970    | Giochi del Commonwealth                      | Edimburgo, Regno Unito       |       |
| 29 | 8'59"4  |     | Ann Simmons        | Stati Uniti   | 10 settembre 1971 | USA vs. URS vs. GBR meet                     | Minsk, Unione Sovietica      |       |
| 30 | 8'58"1  |     | Shane Gould        | Australia     | 3 dicembre 1971   |                                              | Sydney, Australia            |       |
| 31 | 8'53"83 |     | Jo Ann Harshbarger | Stati Uniti   | 6 agosto 1972     | USA Olympic Trials                           | Chicago, Stati Uniti         |       |
| 32 | 8'53"68 |     | Keena Rothhammer   | Stati Uniti   | 3 settembre 1972  | Giochi olimpici                              | Monaco, Germania Ovest       |       |
| 33 | 8'52"97 |     | Novella Calligaris | Italia        | 9 settembre 1973  | Campionati mondiali                          | Belgrado, Jugoslavia         |       |
| 34 | 8'50"10 |     | Jennifer Turrall   | Australia     | 5 gennaio 1974    | NSW State Championships                      | Sydney, Australia            |       |
| 35 | 8'47"66 |     | Jo Ann Harshbarger | Stati Uniti   | 25 agosto 1974    | AAU Nationals                                | Concord, Stati Uniti         |       |
| 36 | 8'47"50 |     | Jo Ann Harshbarger | Stati Uniti   | 31 agosto 1974    | USA vs. DDR Duel                             | Concord, Stati Uniti         |       |
| 37 | 8'43"48 |     | Jennifer Turrall   | Australia     | 31 marzo 1975     | Coca Cola International                      | Londra, Regno Unito          |       |
| 38 | 8'40"68 |     | Petra Thümer       | Germania Est  | 4 giugno 1976     | DDR Olympic Trials                           | Berlino Est, Germania Est    |       |
| 39 | 8'39"63 |     | Shirley Babashoff  | Stati Uniti   | 21 giugno 1976    | USA Olympic Trials                           | Long Beach, Stati Uniti      |       |
| 40 | 8'37"14 |     | Petra Thümer       | Germania Est  | 25 luglio 1976    | Giochi olimpici                              | Montréal, Canada             |       |
| 41 | 8'35"04 |     | Petra Thümer       | Germania Est  | 9 luglio 1977     | DDR Nationals & European Championship Trials | Lipsia, Germania Est         |       |
| 42 | 8'34"86 |     | Michelle Ford      | Australia     | 6 gennaio 1978    | KBI meet                                     | Brisbane, Australia          |       |
| 43 | 8'31"30 |     | Michelle Ford      | Australia     | 21 gennaio 1978   | NSW State Championships                      | Sydney, Australia            |       |
| 44 | 8'30"53 |     | Tracey Wickham     | Australia     | 21 febbraio 1978  | AUS Nationals                                | Brisbane, Australia          |       |
| 45 | 8'24"62 |     | Tracey Wickham     | Australia     | 5 agosto 1978     | Giochi del Commonwealth                      | Edmonton, Canada             |       |
| 46 | 8'22"44 |     | Janet Evans        | Stati Uniti   | 27 luglio 1987    | USA Nationals & Pan Pacific Trials           | Clovis, Stati Uniti          |       |
| 47 | 8'19"53 |     | Anke Möhring       | Germania Est  | 19 agosto 1987    | Campionati europei                           | Strasburgo, Francia          |       |
| 48 | 8'17"12 |     | Janet Evans        | Stati Uniti   | 22 marzo 1988     | USA Spring Nationals                         | Orlando, Stati Uniti         |       |
| 49 | 8'16"22 |     | Janet Evans        | Stati Uniti   | 20 agosto 1989    | Campionati panpacifici                       | Tokyo, Giappone              |       |
| 50 | 8'14"10 |     | Rebecca Adlington  | Gran Bretagna | 16 agosto 2008    | Giochi olimpici                              | Pechino, Cina                |       |
| 51 | 8'13"86 |     | Katie Ledecky      | Stati Uniti   | 3 agosto 2013     | Campionati mondiali                          | Barcellona, Spagna           |       |
| 52 | 8'11"00 |     | Katie Ledecky      | Stati Uniti   | 22 giugno 2014    | Woodlands Senior Invitational                | Shenandoah, Stati Uniti      |       |
| 53 | 8'07"39 |     | Katie Ledecky      | Stati Uniti   | 8 agosto 2015     | Campionati mondiali                          | Kazan', Russia               |       |
| 54 | 8'06"68 |     | Katie Ledecky      | Stati Uniti   | 17 gennaio 2016   | Arena Pro Swim Series                        | Austin, Stati Uniti          |       |
| 55 | 8'04"79 |     | Katie Ledecky      | Stati Uniti   | 12 agosto 2016    | Giochi Olimpici                              | Rio de Janeiro, Brasile      | [ 4 ] |
| 56 | 8'04"12 |     | Katie Ledecky      | Stati Uniti   | 3 maggio 2025     | Pro Swim Series                              | Fort Lauderdale, Stati Uniti |       |

Legenda: Ref - Referto della gara;
Record non ottenuti in finale: (b) - batteria; (sf) - semifinale; (s) - staffetta prima frazione.

### Vasca corta
| #                                            | Tempo   | +     | Atleta          | Nazionalità  | Data             | Evento                             | Luogo                     | Ref   |
| -------------------------------------------- | ------- | ----- | --------------- | ------------ | ---------------- | ---------------------------------- | ------------------------- | ----- |
| -                                            | 8'15"34 |       | Astrid Strauß   | Germania Est | 6 febbraio 1987  | Festival Arena                     | Bonn, Germania Ovest      |       |
| Record riconosciuti ufficialmente dalla FINA |         |       |                 |              |                  |                                    |                           |       |
| 1                                            | 8'15"15 |       | Hua Chen        | Cina         | 2 dicembre 2001  | Coppa del Mondo                    | Shanghai, Cina            |       |
| 2                                            | 8'14"35 |       | Sachiko Yamada  | Giappone     | 2 aprile 2002    | Campionati giapponesi              | Tokyo, Giappone           |       |
| 3                                            | 8'13"35 |       | Sachiko Yamada  | Giappone     | 24 gennaio 2004  |                                    | Nishinomiya, Giappone     |       |
| 4                                            | 8'11"25 |       | Laure Manaudou  | Francia      | 9 dicembre 2005  | Campionati europei                 | Trieste, Italia           |       |
| 5                                            | 8'09"68 | [ 5 ] | Kate Ziegler    | Stati Uniti  | 12 ottobre 2007  | Alex Athletics Jubiläums Challenge | Essen, Germania           |       |
| 6                                            | 8'08"00 |       | Kate Ziegler    | Stati Uniti  | 14 ottobre 2007  | Alex Athletics Jubiläums Challenge | Essen, Germania           |       |
| 7                                            | 8'04"53 |       | Alessia Filippi | Italia       | 12 dicembre 2008 | Campionati europei                 | Fiume, Croazia            |       |
| 8                                            | 8'01"06 |       | Camille Muffat  | Francia      | 16 novembre 2012 | Campionati francesi                | Angers, Francia           |       |
| 9                                            | 7'59"34 |       | Mireia Belmonte | Spagna       | 10 agosto 2013   | Coppa del Mondo                    | Berlino, Germania         | [ 6 ] |
| 10                                           | 7'57"42 |       | Katie Ledecky   | Stati Uniti  | 5 novembre 2022  | Coppa del Mondo                    | Indianapolis, Stati Uniti | [ 7 ] |

Legenda: Ref - Referto della gara;
Record non ottenuti in finale: (b) - batteria; (sf) - semifinale; (s) - staffetta prima frazione.